# Lancia Y
Lancia Y [lanča ypsilon] je malý automobil vyráběný italskou automobilkou Lancia. Představen 14. listopadu 1995 v Římě, do výroby šel roku 1996, odkdy začal nahrazovat menší a levnější model Y10. Je postaven na základu Fiatu Punto.
Tvarem se podobal svému předchůdci – měl rovné přímé linie, byť poněkud volnější než Y10; pětimístný, třídveřový vůz se vyráběl s třemi stupni výbavy, LE LS a LX. Ve verzích LS a LX byly v základní výbavě klimatizace, otáčkoměr a ukazatel venkovní teploty.
Motory byly součástí série FIRE; ta se objevila již u předchozího modelu. Původně to byly jen tři motory: o objemu 1,1; 1,2 a 1,4 litru, zhruba po roce výroby přibyl i 1,2litrový motor o výkonu 86 koní, který byl použit i u Fiatu Brava a Bravo. V nabídce Lancie Y nikdy nebyl dieselový motor.
V říjnu 2000 začala výroba druhé série. Ta měla větší mřížku chladiče, nová zadní světla, lišty okolo celého vozu v barvě karoserie, duté opěrky hlavy, lepší materiály u palubní desky a několik dalších inovací; zároveň se zvětšila délka z 3,72 m na 3,74 m. Druhá série měla už jen dva motory, oba o objemu 1,2 l – jeden nový a jeden původní. Léta 2003 byl na trh uveden nástupce, Lancia Ypsilon.

## Motory
| Objem     | Výkon   | Maximální rychlost | Poznámky     |
| --------- | ------- | ------------------ | ------------ |
| 1 108 cm³ | 54 koní | 150 km/h           | jen 1. série |
| 1 242 cm³ | 60 koní | 158 km/h           |              |
| 1 242 cm³ | 86 koní | 177 km/h           | jen 1. série |
| 1 242 cm³ | 80 koní | 174 km/h           | jen 2. série |
| 1 370 cm³ | 85 koní | 170 km/h           | jen 1. série |